# 湖北省体育局
湖北省体育局 是中华人民共和国湖北省人民政府主管体育工作的直属机构。

## 内设机构
根据上述职责，省体育局设7个内设机构：
- （一）办公室（对外联络处）。
- （二）政策法规与宣传处。
- （三）群众体育处。
- （四）竞技体育处。
- （五）青少年体育处。
- （六）体育经济处。
- （七）人事处。

## 直属单位
1. 体育人才服务中心
2. 机关后勤服务中心
3. 社会体育管理中心
4. 体育彩票管理中心
5. 体育科学研究所
6. 体育职业学院
7. 新华路体育中心
8. 崇仁体育培训中心
9. 奥林匹克体育中心
10. 洪山体育中心
11. 体育产业发展中心
12. 棋牌运动管理中心
13. 射击运动管理中心
14. 田径运动管理中心
15. 武术运动管理中心
16. 足球运动管理中心
17. 航空运动管理中心
18. 网球运动管理中心
19. 篮球排球运动管理中心
20. 乒羽运动管理中心
21. 水上运动管理中心
22. 体操运动管理中心
23. 重竞技运动管理中心
24. 游泳跳水运动管理中心 [1]